# Jewgeni Sergejewitsch Serjajew
Jewgeni Sergejewitsch Serjajew (russisch Евгений Сергеевич Серяев, wiss. Transliteration Evgenij Sergeevič Serjaev; * 11. Dezember 1988 in Moskau) ist ein ehemaliger russischer Eisschnellläufer.

## Werdegang
Serjajew wurde im Jahr 2006 in Tscheljabinsk russischer Juniorenmeister in der Teamverfolgung und gewann bei der Winter-Universiade 2013 in Baselga di Piné die Bronzemedaille über 10000 m sowie die Silbermedaille über 5000 m. In der Saison 2013/14 nahm er in Calgary erstmals am Eisschnelllauf-Weltcup teil, wobei er in der B-Gruppe den siebten Platz über 5000 m errang. Beim Saisonhöhepunkt, den Olympischen Winterspielen 2014 in Sotschi, wurde er Neunter über 10000 m. In der folgenden Saison erreichte er in Seoul mit dem siebten Platz über 10000 m seine beste Platzierung im Weltcup und belegte bei den Einzelstreckenweltmeisterschaften 2015 in Heerenveen den 20. Platz im Massenstart sowie den zehnten Rang über 10000 m. Im folgenden Jahr kam er bei den Einzelstreckenweltmeisterschaften in Kolomna auf den 15. Platz über 5000 m sowie auf den achten Rang über 10000 m und siegte dort bei den russischen Meisterschaften jeweils über 5000 m und 10000 m. Seinen letzten Weltcup absolvierte er im November 2017 in Stavanger in der B-Gruppe über 10000 m, wobei er disqualifiziert wurde. Im Oktober 2018 wurde er russischer Meister in der Teamverfolgung.

## Erfolge

### Olympische Spiele
- 2014 Sotschi: 9. Platz 10000 m

### Einzelstrecken-Weltmeisterschaften
- 2015 Heerenveen: 10. Platz 10000 m, 20. Platz Massenstart
- 2016 Kolomna: 8. Platz 10000 m, 15. Platz 5000 m

## Persönliche Bestzeiten
| Disziplin | Zeit         | Datum              | Ort            |
| --------- | ------------ | ------------------ | -------------- |
| 500 m     | 37,63 s      | 9. November 2012   | Kolomna        |
| 1000 m    | 1:14,34 min  | 18. Januar 2014    | Inzell         |
| 1500 m    | 1:50,62 min  | 12. Januar 2014    | Hamar          |
| 3000 m    | 3:50,42 min  | 29. September 2016 | Moskau         |
| 5000 m    | 6:20:75 min  | 10. November 2013  | Calgary        |
| 10000 m   | 13:16,60 min | 21. November 2015  | Salt Lake City |